# Zunbil
Zunbil fou el títol atribuït pels erudits musulmans al sobirà preislàmic del Zamindàwar, a l'Afganistan oriental. El seu nom derivaria segurament del déu Zun, divinitat pròpia del Zamindàwar. Els zunbils van resistir els musulmans entre 654 i 871. El títol del sobirà, zunbil, en la seva forma més antiga, Zun datbar hauria donat nom al país, Zamindàwar.
El zunbil era considerat diví i era dut per 12 homes sobre un tron d'or. El santuari del déu sembla que podria haver estat al nord-oest de Helmand, prop de Bishlang. La línia successòria dels zunbils es remunta als heftalites meridionals que van emigrar a la zona vers el segle v.
Van resistir els musulmans a partir de la primera invasió del país el 654 per part del governador de Sistan Abd-ar-Rahman ibn Samura. Les operacions safàrides, a partir del 867, que van arribar fins a Kabul i més enllà, i l'execució del zunbil el 871 van posar fi al culte de Zun i al poder dels zunbils. A partir d'aleshores deixen de ser esmentats i al segle x el país ja estava islamitzat.
El culte a Zun no estava vinculat ni al zoroastrisme ni al budisme i podria haver estat relacionat amb la divinitat solar Adiya, de Multan.